# Matt West (Volleyballspieler)
Matthew „Matt“ Alvaro West (* 1. Oktober 1993 in Seattle) ist ein US-amerikanischer Volleyballspieler.

## Karriere
West interessierte sich sportlich zunächst für Fußball. Von 2006 bis 2011 spielte er bei der Space Needle Volleyball Foundation und entdeckte seine Sportart. Dort wurde er mehrmals als bester Spieler des Jahres ausgezeichnet. Als Kapitän der U19-Nationalmannschaft der Vereinigten Staaten erreichte er das Finale der NORCECA-Meisterschaft 2010 in Guadalajara. Im folgenden Jahr wurde das Team Dritter beim Pan American Cup der U19 in Mexicali. Mit der U21-Nationalmannschaft, in der er ebenfalls Kapitän war, gewann der Zuspieler 2010 die NORCECA-Meisterschaft dieser Altersklasse. 2011 beendete er seine Ausbildung an der Shorewood High School. 2012 wiederholten die Junioren den Erfolg beim NORCECA-Turnier in Colorado Springs. Im gleichen Jahr begann West sein Studium der Sportadministration an der Pepperdine University. Dort spielte er in der Universitätsmannschaft Pepperdine Waves. In jedem Jahr wurde der Zuspieler von der MPSF-Liga und AVCA ausgezeichnet. 2015 spielte er mit der US-amerikanischen Nationalmannschaft bei den Panamerikanischen Spielen in Toronto. Im selben Jahr wurde West vom deutschen Bundesligisten SWD Powervolleys Düren verpflichtet. Anton Brams, den neuen Trainer des Vereins, kannte West bereits von der Nationalmannschaft. Mit den Dürenern erreichte er das Playoff-Viertelfinale; im CEV-Pokal kamen die SWD Powervolleys ebenfalls ins Viertelfinale. Nach der Saison verließ West den Verein.
In der Folgezeit spielte West bei verschiedenen europäischen Spitzenvereinen: 2016/17 bei Abiant Lycurgus Groningen (niederländischer Meister), 2017/18 bei Kladno Volejbal (tschechischer Vizemeister), 2018/19 bei Hurrikaani Loimaa (Platz drei finnische Liga), 2019/20 bei AS Cannes (Platz sechs französische Liga bei Saisonabbruch) und 2020/21 bei Tokat Belediye Plevnespor (Platz elf türkische Liga). 2021 wurde er vom deutschen Meister Berlin Recycling Volleys verpflichtet, mit denen er 2022 deutscher Meister wurde. Nach einer Saison wechselte West zu den Helios Grizzlys Giesen.

## Familie
Matt West stammt aus einer sportlichen Familie. Seine Mutter Raquel West nahm mit der peruanischen Nationalmannschaft am olympischen Volleyballturnier 1980 in Moskau teil und wurde 1982 im eigenen Land Vizeweltmeisterin. Sein Vater Mark spielte im College Volleyball. Beide Eltern arbeiten als Volleyballtrainer. Matt West hat außerdem einen Großvater und mehrere Cousins, die in Peru professionell Fußball spielten. Matt West ist der Freund der Volleyballspielerin Madison Bugg.